# گلن دبلیو بارتون
گلن دبلیو بارتون (انگلیسی: Glenn W. Burton; ۵ مهٔ ۱۹۱۰ – ۲۲ نوامبر ۲۰۰۵) دانشمند در زمینه اهل ایالات متحده آمریکا بود.
وی همچنین برندهٔ جوایزی همچون نشان ملی علوم شده‌است.